# Gunnar Lydh

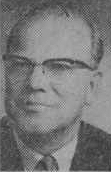
Gunnar Lydh

Gunnar Lydh, född 20 september 1914 i Luleå, död 31 maj 1990 i Landskrona, var en svensk arkitekt.
Lydh utexaminerades från Chalmers tekniska högskola i Göteborg 1938. Han var anställd på Fastighetsföreningen Linköpingshem i Linköping och blev stadsarkitekt i Landskrona stad 1949, i Falkenbergs stad 1954  och åter i Landskrona stad 1964. Han bedrev även egen arkitektverksamhet. Gunnar Lydh är gravsatt i minneslunden på Landskrona kyrkogård.